# الطبلة (كتاب)
الطبلة هو كتاب من تأليف علي بن أحمد بن محمد الشرفي الصفاقسي، وهو جغرافي ورياضي وفلكي تونسي، عاش في القرن 16 الميلادي.
وضع الصفاقسي حوالي 1551م أطلسًا بحريًا من ثماني خرائط تأثر في وضعه بخرائط البحر الأبيض المتوسط وقت ذاك وهي القطلونية والمعروفة بأدلة الموانئ. وقد أطلق الصفاقسي على أطلسه اسم (طبلة) من اللفظ اللاتيني (تابيولا) أي اللوحة، ووضع الأسماء عليه بالعربية واللاتينية والسريانية تاريخ الفراغ منه الفاتح من رمضان 958 هجرية.

## مقدمة المؤلف في المخطوطة
- كتب في الجهة اليسرى من الصفحة الحاشية العلوية: حسبنا الله ونعم الوكيل
- ثم المقدمة: الحمد لله والصلاة والسلام الدائمان على سيدنا محمد رسول الله هذه الطبلة من عمل العبد الفقير إلى الله الغني به عن من سواه علي بن أحمد بن محمد الشرفي الصفاقسي وفقه الله ووقع الفراغ منها في يوم الثلاثاء فاتح شهر رمضان المعظم عام ثمانية وخمسين وتسعمائة هجريًا
- الحاشية السفلية: نصر من الله وفتح قريب
- الجهة اليمنى من الصفحة الحاشية العلوية: لا إله إلا الله محمد رسول الله
- الحاشية السفلية: لله العزة ولرسوله